# Pivovar Dalešice

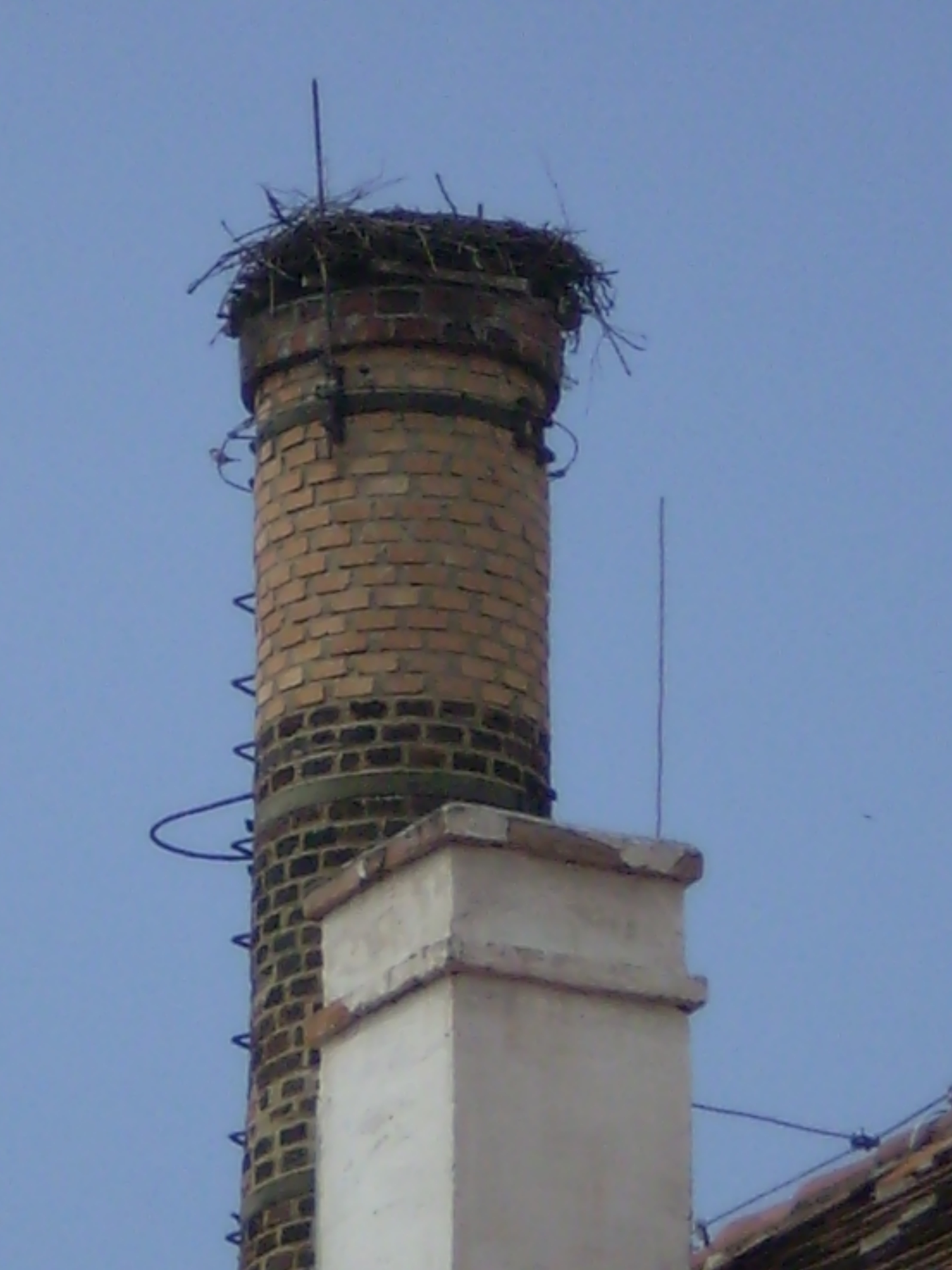
Komín, na němž se odehrála jedna z hlavních scén Postřižin (květen 2008)

Pivovar Dalešice se nachází v okrese Třebíč v kraji Vysočina v Dalešicích. Vaří se zde Dalešické pivo. Počátky pivovaru sahají do přelomu 16. a 17. století, v průběhu 19. století pak produkce piva dosáhla vrcholu. V sedmdesátých letech 20. století však bylo vaření piva pozastaveno a celý areál počal chátrat. Zejména díky filmu Postřižiny se pivovaru dostalo opětovné pozornosti a na počátku 21. století se zde opět začalo vařit pivo a areál byl zrekonstruován. Dnes je hojně navštěvován turisty. Součástí pivovaru je muzeum rakousko-uherského pivovarnictví.

## Historie

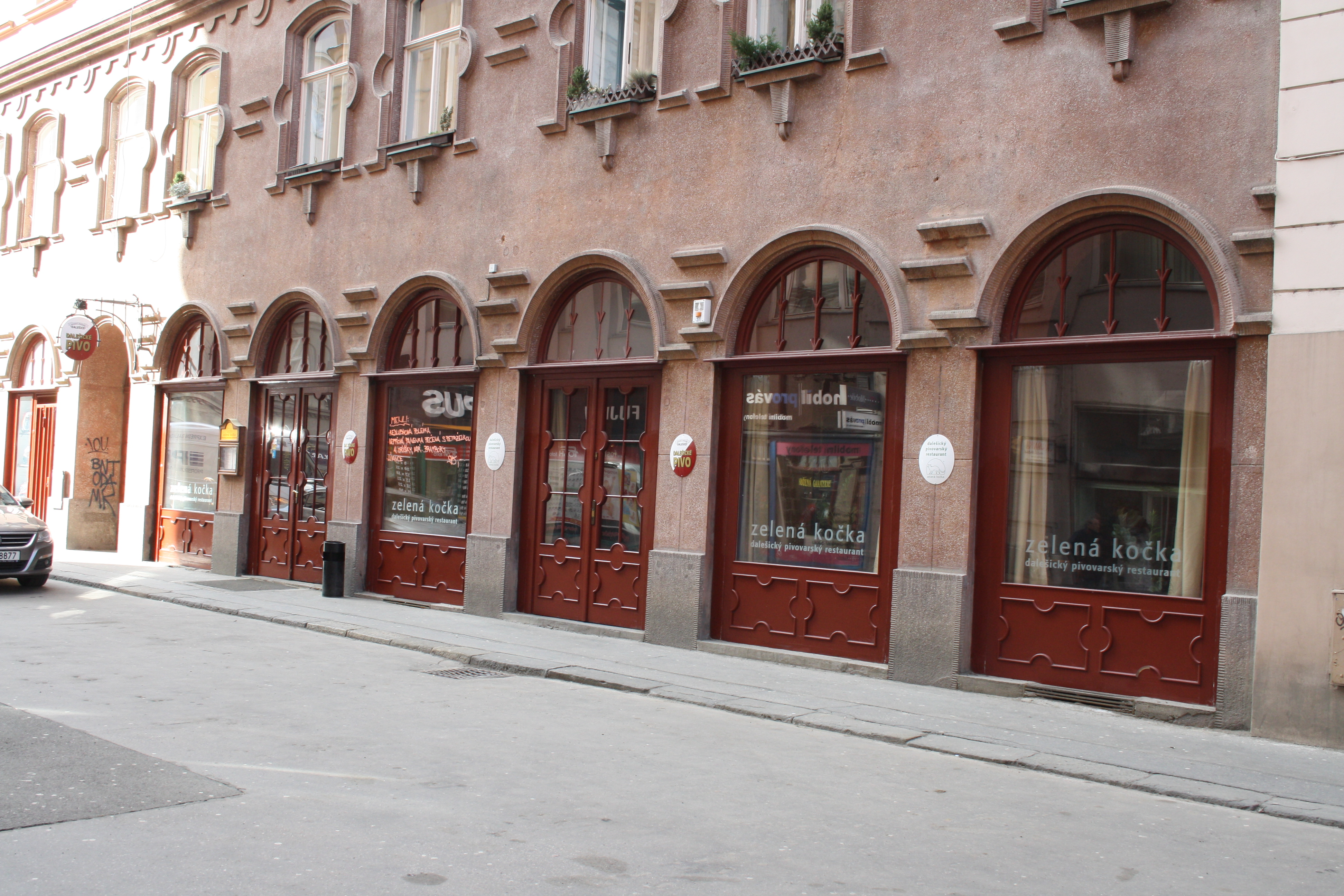
Pivovarský restaurant Zelená kočka v Brně

Pivovar byl založen pravděpodobně koncem 16. století, první dochovaná zmínka o něm pochází z roku 1609 z Moravských zemských desk. Nejstarší budovy pochází ze 17. století, tedy z raného baroka. Roku 1882 bylo panství i pivovar koupeno Antonem Dreherem (velkopodnikatelem v oboru pivovarském). Za něj došlo k modernizaci celého provozu. Zařízení se používala až do zániku pivovaru v roce 1977. V roce 1921 byl pivovar v rámci pozemkové reformy s celým panstvím Hrotovice odkoupen pro účely parcelace za 18 milionů Kč Moravskou agrární a průmyslovou bankou. Pivovar v Dalešicích získala během parcelace Zemědělská jednota Československá se sídlem pobočky v Hrotovicích (Zemědělská jednota v Hrotovicích, z. sp. s r. o.); většina z 12 lihovarů připadla ke zbytkovým statkům, ostatní družstvům. Pivovar fungoval jako družstevní pivovar a sodovkárna. Za socializmu byl zestátněn a začleněn do podniku PIVOVARY A SLADOVNY Praha. Dne 19. srpna 1977 byla stočena poslední várka piva.
V dalších letech pivovar chátral a v roce 1991 byl dán do zástavy bance a málem zdemolován, zarůstal náletovými dřevinami a stal se terčem vandalství. V roce 1999 byl odkoupen současnými majiteli, kteří obnovili pivovarní výrobu a zachránili pivovar jako celek. V současné době se v areálu pivovaru nachází hotel a restaurace. Pivovar vyváží pivo do několika hospod.

## Postřižiny
Pivovar se stal známým především díky filmu Postřižiny, který zde natočil režisér Jiří Menzel v roce 1980 podle stejnojmenné novely Bohumila Hrabala. Zdejší komín se stal dějištěm jedné z hlavních scén filmu. Šplhala na něj sládkova žena Maryška v podání herečky Magdy Vašáryové se svým švagrem Pepinem, kterého ztvárnil Jaromír Hanzlík. Ve skutečnosti však na komín lezli kaskadéři a celá scéna se točila na maketách na nedalekém dvoře. Nyní má komín, který byl částečně zbourán a znovu nastaven, 21 metrů.

## Produkty pivovaru
- Dalešická 11° – světlá (jak nefiltrovaná, tak filtrovaná)
- Májový ležák – světlý speciál 13° (nefiltrovaný)
- Fledermaus – tmavý speciál 13° (nefiltrovaný)